# La Liga Awards
De Premios LFP (Nederlands: LFP Trofee) zijn voetbalprijzen die sinds 2009 jaarlijks worden uitgereikt aan de beste spelers uit de Spaanse Primera División. Het referendum wordt georganiseerd door de Liga de Fútbol Profesional (LFP).

## Winnaars

### Seizoen 2008/09
| Prijs                          | Winnaar             | Club                |
| ------------------------------ | ------------------- | ------------------- |
| Beste Speler                   | Lionel Messi        | FC Barcelona        |
| Beste Trainer                  | Josep Guardiola     | FC Barcelona        |
| Beste Doelman                  | Iker Casillas       | Real Madrid         |
| Beste Verdediger               | Daniel Alves        | FC Barcelona        |
| Beste Middenvelder             | Xavi                | FC Barcelona        |
| Beste Aanvallende Middenvelder | Andrés Iniesta      | FC Barcelona        |
| Beste Aanvaller                | Lionel Messi        | FC Barcelona        |
| Beste Doorbraak                | Sergio Busquets     | FC Barcelona        |
| BBVA Fair Play                 | Juan Carlos Valerón | Deportivo La Coruña |

### Seizoen 2009/10
| Prijs                          | Winnaar         | Club            |
| ------------------------------ | --------------- | --------------- |
| Beste Speler                   | Lionel Messi    | FC Barcelona    |
| Beste Trainer                  | Josep Guardiola | FC Barcelona    |
| Beste Doelman                  | Víctor Valdés   | FC Barcelona    |
| Beste Verdediger               | Gerard Piqué    | FC Barcelona    |
| Beste Middenvelder             | Xavi            | FC Barcelona    |
| Beste Aanvallende Middenvelder | Jesús Navas     | Sevilla         |
| Beste Aanvaller                | Lionel Messi    | FC Barcelona    |
| Beste Doorbraak                | David de Gea    | Atlético Madrid |
| BBVA Fair Play                 | Marcos Senna    | Villarreal      |

### Seizoen 2010/11
| Prijs                          | Winnaar         | Club              |
| ------------------------------ | --------------- | ----------------- |
| Beste Speler                   | Lionel Messi    | FC Barcelona      |
| Beste Trainer                  | Josep Guardiola | FC Barcelona      |
| Beste Doelman                  | Víctor Valdés   | FC Barcelona      |
| Beste Verdediger               | Éric Abidal     | FC Barcelona      |
| Beste Middenvelder             | Xavi            | FC Barcelona      |
| Beste Aanvallende Middenvelder | Andrés Iniesta  | FC Barcelona      |
| Beste Aanvaller                | Lionel Messi    | FC Barcelona      |
| Beste Doorbraak                | Iker Muniain    | Athletic Bilbao   |
| BBVA Fair Play                 | Alberto Rivera  | Sporting de Gijón |

### Seizoen 2011/12
| Prijs                          | Winnaar         | Club         |
| ------------------------------ | --------------- | ------------ |
| Beste Speler                   | Lionel Messi    | FC Barcelona |
| Beste Trainer                  | Josep Guardiola | FC Barcelona |
| Beste Doelman                  | Iker Casillas   | Real Madrid  |
| Beste Verdediger               | Sergio Ramos    | Real Madrid  |
| Beste Middenvelder             | Xabi Alonso     | Real Madrid  |
| Beste Aanvallende Middenvelder | Andrés Iniesta  | FC Barcelona |
| Beste Aanvaller                | Lionel Messi    | FC Barcelona |
| Beste Doorbraak                | Isco            | Málaga       |
| BBVA Fair Play                 | Carles Puyol    | FC Barcelona |

### Seizoen 2012/13
| Prijs                          | Winnaar            | Club            |
| ------------------------------ | ------------------ | --------------- |
| Beste Speler                   | Lionel Messi       | FC Barcelona    |
| Meest waardevolle speler       | Cristiano Ronaldo  | Real Madrid     |
| Beste Trainer                  | Diego Simeone      | Atlético Madrid |
| Beste Doelman                  | Thibaut Courtois   | Atlético Madrid |
| Beste Verdediger               | Sergio Ramos       | Real Madrid     |
| Beste Middenvelder             | Asier Illarramendi | Real Sociedad   |
| Beste Aanvallende Middenvelder | Andrés Iniesta     | FC Barcelona    |
| Beste Aanvaller                | Lionel Messi       | FC Barcelona    |
| Beste Doorbraak                | Asier Illarramendi | Real Sociedad   |
| BBVA Fair Play                 | Iker Casillas      | Real Madrid     |

### Seizoen 2013/14
| Prijs                          | Winnaar           | Club            |
| ------------------------------ | ----------------- | --------------- |
| Beste Speler                   | Cristiano Ronaldo | Real Madrid     |
| Beste Trainer                  | Diego Simeone     | Atlético Madrid |
| Beste Doelman                  | Keylor Navas      | Levante         |
| Beste Verdediger               | Sergio Ramos      | Real Madrid     |
| Beste Middenvelder             | Luka Modrić       | Real Madrid     |
| Beste Aanvallende Middenvelder | Andrés Iniesta    | FC Barcelona    |
| Beste Aanvaller                | Cristiano Ronaldo | Real Madrid     |
| Beste Doorbraak                | Rafinha           | Celta de Vigo   |
| BBVA Fair Play                 | Ivan Rakitic      | Sevilla         |
| Mooiste doelpunt               | Cristiano Ronaldo | Real Madrid     |

### Seizoen 2014/15
| Prijs              | Winnaar         | Club         |
| ------------------ | --------------- | ------------ |
| Beste Speler       | Lionel Messi    | FC Barcelona |
| Beste Trainer      | Luis Enrique    | FC Barcelona |
| Beste Doelman      | Claudio Bravo   | FC Barcelona |
| Beste Verdediger   | Sergio Ramos    | Real Madrid  |
| Beste Middenvelder | James Rodriguez | Real Madrid  |
| Beste Aanvaller    | Lionel Messi    | FC Barcelona |

### Seizoen 2015/16
| Prijs              | Winnaar           | Club            |
| ------------------ | ----------------- | --------------- |
| Beste Speler       | Antoine Griezmann | Atlético Madrid |
| Beste Trainer      | Diego Simeone     | Atlético Madrid |
| Beste Doelman      | Jan Oblak         | Atlético Madrid |
| Beste Verdediger   | Diego Godin       | Atlético Madrid |
| Beste Middenvelder | Luka Modrić       | Real Madrid     |
| Beste Aanvaller    | Lionel Messi      | FC Barcelona    |
| Beste Doorbraak    | Marco Asensio     | RCD Espanyol    |

### Seizoen 2016/17
| Prijs         | Winnaar                             | Club                |
| ------------- | ----------------------------------- | ------------------- |
| Beste Speler  | Lionel Messi                        | FC Barcelona        |
| Beste Trainer | José Luis Mendilibar Asier Garitano | SD Eibar CD Leganés |
| Beste Doelman | Jan Oblak                           | Atlético Madrid     |

### Seizoen 2017/18
| Prijs         | Winnaar      | Club            |
| ------------- | ------------ | --------------- |
| Beste Speler  | Lionel Messi | FC Barcelona    |
| Beste Doelman | Jan Oblak    | Atlético Madrid |

### Seizoen 2018/19
| Prijs         | Winnaar       | Club            |
| ------------- | ------------- | --------------- |
| Beste Speler  | Lionel Messi  | FC Barcelona    |
| Beste Trainer | José Bordalás | Getafe CF       |
| Beste Doelman | Jan Oblak     | Atlético Madrid |

### Seizoen 2019/20
| Prijs              | Winnaar           | Club         |
| ------------------ | ----------------- | ------------ |
| Beste Speler       | Karim Benzema     | Real Madrid  |
| Beste Trainer      | Zinédine Zidane   | Real Madrid  |
| Beste Doelman      | Thibaut Courtois  | Real Madrid  |
| Beste Verdediger   | Sergio Ramos      | Real Madrid  |
| Beste Middenvelder | Toni Kroos        | Real Madrid  |
| Beste Aanvaller    | Lionel Messi      | FC Barcelona |
| Beste Doorbraak    | Federico Valverde | Real Madrid  |

Azerbeidzjan · België (HLN · PL) · Bosnië-Herzegovina · Bulgarije · Denemarken · Duitsland · Engeland (PFA · FWA) · Estland · Finland · Frankrijk (FF · UNFP) · Georgië · Gibraltar · Griekenland · Hongarije · Ierland · Israël · Italië · Kazachstan · Kosovo · Kroatië · Letland · Liechtenstein · Litouwen · Luxemburg · Malta · Moldavië · Nederland · Noord-Macedonië · Noorwegen · Oekraïne · Oostenrijk · Polen · Portugal (CNID · PGB) · Roemenië · Rusland ("Futbol" · "Sport-Express") · Schotland (SPFA · SFWA) · Servië · Slowakije · Sovjet-Unie · Spanje (TADS · PDB · LFP) · Tsjechië (ČMFS · KSN) · Wit-Rusland · Zweden · Zwitserland